# Premier Futsal de 2016
A Premier Futsal de 2016 foi a primeira edição da Premier Futsal, que é disputada na Índia.
Conforme Falcão, do Futsal, que foi dos embaixadores do torneio, a competição funciona da seguinte maneira: "São seis times, sendo que cada time deve ser composto por 4 jogadores de futsal, três indianos, uma lenda do futebol e um jogador freestyle. Sempre tem que ter, em quadra, dois jogadores de futebol, um indiano e uma lenda do futebol/jogador freestyle. Essa é a regra. Todo mundo joga contra todo mundo, daí é semifinal e final. É uma grande ideia e tem tudo para ser muito legal".

## Locais de Disputa
| Ginásio                         | Local               |
| ------------------------------- | ------------------- |
| Jawaharlal Nehru Indoor Stadium | Chennai, Tamil Nadu |
| Peddem Sports Complex           | Mapusa, Goa         |

## Equipes
| Equipe       | Lenda                                                                                  | Futebolistas de Salão                                     | Praticantes do Futebol Freestyle | Jogadores Indianos                                                      | Técnico               |
| ------------ | -------------------------------------------------------------------------------------- | --------------------------------------------------------- | -------------------------------- | ----------------------------------------------------------------------- | --------------------- |
| Chennai 5s   | Falcão;                                                                                | Espindola (goleiro), Rômulo, Cirilo, Camilo e Rion;       | Séan Garnier                     | Faraz Abdul Azzez, Yash, Ydunus Pasha, Rohit Suresh (goleiro) e Anupam; | Ney Pereira           |
| Mumbai 5s    | Ryan Giggs;                                                                            | Luis Amado (goleiro), Foglia, Angellot, Ramirez e Perez;  | Pablo;                           | Sai Nikhil, Jo Paul Be, Mohammi, Shubham (goleiro) e Chanpree.          | Felice Mastropierro.  |
| Kolkata 5s   | Hernan Crespo                                                                          | Cidão (goleiro), Pula, Gabriel, Vander Carioca e Majdoub; | Dida;                            | Mohammei, Amit Pal (goleiro), Subrata, Pradeep e Akshay;                | Christian Roldan.     |
| Goa 5s       | - Ronaldinho Gaúcho (até 18 de Julho de 2016) - Cafu (a partir de 18 de Julho de 2016) | Bebê (goleiro), Vampeta, Rafael e Georgievsky;            | Adonias Fonseca;                 | Michael, Fredsan, Caitano, Vatsal (goleiro) e Praveend;                 | Octávio Gomes.        |
| Bangalore 5s | Paul Scholes;                                                                          | Elias (goleiro), Neto, Maxi, Nabil e Anatolly;            | Easy Man;                        | Zaib, Anto Rushit, Jonathan, Abishek (goleiro) e Sathya;                | Juan José Bernal.     |
| Kochi 5s     | Michel Salgado;                                                                        | Casalone (goleiro), Chaguinha, Deives e Gekabert;         | Emil;                            | Muhammed, Yashwant Kumar (goleiro), Ansh e Stalin Daniel;               | Técnico: Sérgio Sapo. |

## Torneio

### Grupo A
| Pos | Equipe        | Pts | J | V | E | D | GP | GC | SG | Classificado                    |
| --- | ------------- | --- | - | - | - | - | -- | -- | -- | ------------------------------- |
| 1   | Mumbai 5s (Q) | 9   | 4 | 3 | 0 | 1 | 15 | 13 | +2 | Classificados para a Semi-final |
| 2   | Kochi 5s (Q)  | 5   | 4 | 1 | 2 | 1 | 15 | 14 | +1 | Classificados para a Semi-final |
| 3   | Chennai 5s    | 2   | 4 | 0 | 2 | 2 | 12 | 15 | −3 |                                 |

### Group B
| Pos | Equipe         | Pts | J | V | E | D | GP | GC | SG | Classificado                    |
| --- | -------------- | --- | - | - | - | - | -- | -- | -- | ------------------------------- |
| 1   | Goa 5s (Q)     | 7   | 4 | 2 | 1 | 1 | 14 | 8  | +6 | Classificados para a Semi-final |
| 2   | Kolkata 5s (Q) | 6   | 4 | 1 | 3 | 0 | 8  | 6  | +2 | Classificados para a Semi-final |
| 3   | Bengaluru 5s   | 2   | 4 | 0 | 2 | 2 | 4  | 12 | −8 |                                 |

### Fase Final

#### Semi-Finais
| Equipes    | Placar |
| ---------- | ------ |
| Mumbai 5s  | 4      |
| Kolkata 5s | 2      |

| Equipes  | Placar |
| -------- | ------ |
| Goa 5s   | 1      |
| Kochi 5s | 2      |

#### Final
| Equipes   | Placar |
| --------- | ------ |
| Mumbai 5s | 1 (3)  |
| Kochi 5s  | 1 (2)  |

## Estatísticas

### Artilharia
| Jogador        | Equipe  | Gols |
| -------------- | ------- | ---- |
| Angelott Caro  | Mumbai  | 8    |
| Chaguinha      | Kochi   | 8    |
| Deives Moraes  | Kochi   | 8    |
| Adriano Foglia | Mumbai  | 6    |
| Vampeta        | Goa     | 6    |
| Ronaldinho     | Goa     | 5    |
| Falcão         | Chennai | 5    |

### Hat-tricks
| Jogador        | Equipe | Adversário | Placar | Data         | Ref.        |
| -------------- | ------ | ---------- | ------ | ------------ | ----------- |
| Ronaldinho     | Goa    | Bengaluru  | 7–2    | 17 July 2016 | [ 3 ]       |
| Adriano Foglia | Mumbai | Kochi      | 6–4    | 20 July 2016 | [ 4 ]       |
| Angelott Caro  | Mumbai | Kolkata    | 4–2    | 23 July 2016 | [ 5 ] [ 6 ] |

## Prêmios

### Player of the Match
| Partida      | Jogador       | TEquipe | Ref.          |
| ------------ | ------------- | ------- | ------------- |
| Jogo 1       | Foglia        | Mumbai  |               |
| Jogo 2       |               |         |               |
| Jogo 3       | Deives Moraes | Kochi   |               |
| Jogo 4       |               |         |               |
| Jogo 5       | Deives Moraes | Kochi   |               |
| Jogo 6       | Ronaldinho    | Goa     |               |
| Jogo 7       | Vampeta       | Goa     | [ 7 ] [ 8 ]   |
| Jogo 8       | Foglia        | Mumbai  | [ 9 ] [ 10 ]  |
| Jogo 9       | Pula          | Kolkata | [ 11 ] [ 12 ] |
| Jogo 10      | Foglia        | Mumbai  | [ 13 ]        |
| Jogo 11      | Rafael        | Goa     | [ 14 ] [ 15 ] |
| Jogo 12      | Romulo        | Chennai | [ 16 ] [ 17 ] |
| Semi-final 1 | Angelott Caro | Mumbai  | [ 6 ] [ 18 ]  |
| Semi-final 2 | Chaguinha     | Kochi   | [ 19 ] [ 20 ] |
| Final        | Angelott Caro | Mumbai  | [ 21 ]        |

### End of season awards
| Award                           | Player         | Ref.          |
| ------------------------------- | -------------- | ------------- |
| Melhor Jogador do Torneio       | Chaguinha      | [ 22 ] [ 23 ] |
| Golden Arm Band                 | Angelott Caro  | [ 22 ] [ 24 ] |
| Indian Player of the Tournament | Jonathan Piers | [ 22 ] [ 25 ] |